# 오아 (기업)
오아(OA)는 대한민국의 소형 가전 기업이다. 본사는 서울특별시 서초구 효령로 46길 97에 위치해 있으며 대표이사는 김상무이다.

## 상장
2024년 미래에셋비전스팩2호(446190)는 주권비상장법인 오아와 흡수합병을 결정했다

## 참고문헌
1. ↑  김관주, 오아, 3년 만에 IPO 재도전…스팩상장 돌입, 대한경제, 2024-12-19
2. ↑  이재훈, 오아㈜, 방통위 중소기업 지원 72곳 중 '대표 브랜드' 선정, 이투데이, 2019-02-27
3. ↑  이용성, 미래에셋비전스팩2호, 오아와 흡수합병 결정, 이데일리, 2024.12.17